# Peu romà
El peu romà (en llatí pes) és una mesura de longitud emprada pels romans, que apareix citat en nombrosos textos normatius i tècnics de diverses èpoques com les XII Taules (450 aC), les normes urbanístiques de'August i Neró (I dC), Trajà (II dC), la Constitució de Zenó, els escrits de Vitruvi, Plini el Vell, etc. El model oficial o patró era el  pes monetalis , que es guardava en el Temple de Juno Moneta de Roma, la seva mesura de 0,296 m pot comprovar-se en les regles de bronze i os trobats a Herculà, en l'estela funerària d'un fuster naval trobada al port d'Òstia, i en una taula oficial de mesures de longitud vigents en el segle i dC trobada al mercat de la ciutat líbia de Leptis Magna.

## Múltiples
- Palmipes (1 ¼ peus)
- Cubitus (1 ½ peus)
- Gradus (2 ½ peus)
- Passus (5 peus)

- Actus (120 peus)
- Stadium (625 peus)
- Milliarium (5.000 peus)
- Leuga (7.500 peus)

## La mesura exacta del peu romà
La mesura del  peu romà  ha estat investigada des del Renaixement, encara que és aran de l'establiment del sistema mètric decimal al segle xix que s'hi ha dedicat més esforços. A Espanya el gramàtic Elio Antonio de Nebrija (1444-1532) va fer pintar a l'entrada de la Biblioteca de la Universitat de Salamanca, perquè servís de patró, un peu romà obtingut dels mesuraments que va efectuar a l'estadi de Mèrida i a la Via de la Plata entre dos mil·liaris. Va ser l'alemany Hultsch, entre d'altres, el que va establir el 1882 el valor mitjà de 0,2957 m.

### Longitud dels exemplars i patró del peu romà
Segons les referències preses de les mesures publicades a Gabriel Puig i Larraz. Edició digital a partir de Butlletí de la Reial Acadèmia de la Història, tom 33 (1898), pàgina 88.
- Capitolí 
  - Mesura antiga: 0,293280 m.
  - Mesura de Cassini: 0,294408 m.
  - Mesura de Bianchini: 0,294859 m.

- Museu de Nàpols :
  - 1r ex. mesura de Cagnazi: 0,294350 m.
  - 2n ex. id. id.: 0,295000 m.
  - 3r ex. id. id.: 0,296200 m.
  - 4t ex. id. id.: 0,296350 m.

- Museu del Louvre :
  - N ° 3016 mesura de Jomard: 0,295900 m.
  - N º 3014 id. id.: 0,296300 m.

- Vaticà :
  - Mida aproximada: 0,297410 m.
  - Mesura exacta (D'Anville): 0,297810 m.

- Colocià :
  - P. Mariana. De pond. et mens., p. 34: 0,300000 m.

- Olímpic :
  - Mesura de Curtius: 0,307632 m.
  - Mesura deduïda del Partenon per Foucherot: 0,308597 m.

### Mesures actualitzades
Una altra definició de la mesura del  peu romà  és l'equivalent a 16/28 del colze de Nippur. El  International Bureau for hexadecimal Metrology  (BI-SMH) defineix la mesura del colze de Nippur en exactament en 518.616 mm, de manera que un peu romà equivaldria a 296,352 mm.
Aquest valor coincideix amb el del  peu romà  històric, calculat a través de mètodes estadadístics, establert en 296,2 mm ± 0.5 mm, o també 296.2 ± 0,17% mm.

## Altres valors del peu romà
Altres valors del peu emprats en les obres romanes eren el peu gàl·lic, que mesurava 0,324 m; el ptolemaic, de la província de Cirenaica, i que mesurava 0,309 m; i el peu drus, emprat per Drus el Vell a Germania, i que tenia una longitud de 13 ½ polzades en lloc de 12, fet que li dona un valor mètric de 0,332 m.

## Equivalent grec
A la Grècia Clàssica també hi havia diverses unitats de peus, almenys les tres reconegudes a partir dels treballs de W. Dörpfeld: el peu dòric, amb un valor aproximat de 32,6 cm, el peu àtic de 29,4 cm i el peu jònic de 34,8 cm.